# Jukitaka Omi
Jukitaka Omi (japonsko 小見 幸隆), japonski nogometaš in trener, * 15. december 1952.
Za japonsko reprezentanco je odigral 6 uradnih tekem.